# پیت‌واروش
پیت‌واروش (به مجاری:  Pitvaros) یک منطقهٔ مسکونی در مجارستان است که در ناحیه ماکو واقع شده‌است. پیت‌واروش ۱۳٫۱۴ کیلومتر مربع مساحت و ۱٬۵۷۹ نفر جمعیت دارد.